# Birdy (álbum)

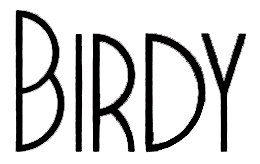
Logo del álbum "Birdy"

Birdy es el primer álbum de estudio de la cantante británica Birdy (nombre artístico de Jasmine van den Bogaerde). Su lanzamiento tuvo lugar el 4 de noviembre de 2011 por Atlantic Records. El álbum incluye los sencillos Skinny Love, Shelter, People Help the People y 1901.

## Sencillos
Skinny Love fue lanzado el 30 de enero de 2011 como primer sencillo del álbum. Es una versión de la canción homónima de la banda estadounidense de indie folk Bon Iver. La versión llegó al número 17 en la UK Singles Chart.
Shelter fue lanzado el 3 de junio de 2011 como segundo sencillo del álbum. Se trata de una versión de la misma canción del grupo inglés de indie pop The xx. Alcanzó el número 50 en Reino Unido.
People Help the People fue lanzado el 28 de octubre de 2011 como tercer sencillo del álbum. Consiste en una versión de esa canción del grupo inglés de indie rock Cherry Ghost. Alcanzó el número 33 en Reino Unido.
1901 fue lanzado el 9 de marzo de 2012 como cuarto sencillo del álbum. Es una versión de la canción de igual nombre de la banda francesa de indie rock Phoenix.

## Lista de canciones
| N.º   | Título                                                              | Escritor(es)                                                                            | Productor(es)                                      | Duración |  |
| 1.    | «1901» (Versión de Phoenix)                                         | Thomas Pablo Croquet, Christian Mazzalai, Laurent Mazzalai, Frederic Jean Joseph Moulin | Rich Costey                                        | 5:11     |  |
| 2.    | «Skinny Love» (Versión de Bon Iver)                                 | Justin Vernon                                                                           | Alex H. N. Gilbert                                 | 3:23     |  |
| 3.    | «People Help the People» (Versión de Cherry Ghost)                  | Simon John Aldred                                                                       | James Ford                                         | 4:16     |  |
| 4.    | «White Winter Hymnal» (Versión de Fleet Foxes)                      | Robin Noel Pecknold                                                                     | Ford                                               | 2:17     |  |
| 5.    | «The District Sleeps Alone Tonight» (Versión de The Postal Service) | Jimmy Tamborello, Ben Gibbard                                                           | Jim Abbiss                                         | 4:44     |  |
| 6.    | «I'll Never Forget You» (Versión de Francis and the Lights)         | Francis Farewell Starlite                                                               | Abbiss                                             | 3:47     |  |
| 7.    | «Young Blood» (Versión de The Naked and Famous)                     | Alisa Xayalith, Thomas Brading Powers, Aaron Phillip Short                              | Costey                                             | 4:04     |  |
| 8.    | «Shelter» (Versión de The xx)                                       | Oliver David Sim, Romy Anna Madley Croft, Baria Qureshi, James Thomas Smith             | Abbiss, Paul "P-Dub" Walton (add.), Gilbert (add.) | 3:44     |  |
| 9.    | «Fire and Rain» (Versión de James Taylor)                           | James V. Taylor                                                                         | Ford                                               | 3:07     |  |
| 10.   | «Without a Word»                                                    | Jasmine van den Bogaerde                                                                | Costey                                             | 4:46     |  |
| 11.   | «Terrible Love» (Versión de The National)                           | Matthew Donald Berninger, Aaron Brooking Dessner                                        | Costey                                             | 4:43     |  |
| 44:02 |                                                                     |                                                                                         |                                                    |          |  |

| Pistas adicionales de la edición deluxe |                                                             |                                                         |               |          |  |
| N.º                                     | Título                                                      | Escritor(es)                                            | Productor(es) | Duración |  |
| 12.                                     | «Comforting Sounds» (Versión de Mew)                        | Jonas Bjerre, Johan Wohlert, Bo Madsen, Silas Jørgensen | Costey        | 8:57     |  |
| 13.                                     | «Farewell and Goodnight» (Versión de The Smashing Pumpkins) | James Iha                                               | Abbiss        | 2:02     |  |
| 14.                                     | «People Help the People» (RAK Studios Session)              | Aldred                                                  |               | 4:17     |  |
| 59:18                                   |                                                             |                                                         |               |          |  |

| Pistas adicionales de la edición especial de Australia |                                               |              |                |          |  |
| N.º                                                    | Título                                        | Escritor(es) | Productor(es)  | Duración |  |
| 12.                                                    | «Just a Game»                                 | Birdy        | T Bone Burnett | 3:51     |  |
| 13.                                                    | «What You Want» (Versión de John Butler Trio) | John Butler  | Abbiss         | 4:12     |  |
| 52:05                                                  |                                               |              |                |          |  |

## Personal
Información procedente de las notas de la carátula de Birdy.
| - Birdy – voz, piano - Jim Abbiss – caja de ritmos, producción - Leo Abrahams – efectos, guitarra - Ben Baptie – asistente de mezcla - Jess Barratt – gestión - Rupert Bogarde – arreglos - James Brown – arreglos - Ian Burdge – chelo - Greg Calbi – masterización - Matt Chamberlain – batería, percusión - Alessandro Cortini – sintetizador - Rich Costey – arreglos, mezcla, ruidos, producción, sintetizador - Paul Craig – gestión - Neil Cowley – órgano, piano - Dan Curwin – fotógrafo de la carátula - Ian Dowling – arreglos - Lauren Dukoff – fotografía | - Tom Elmhirst – mezclas - James Ford – batería, guitarra, percusión, producción - Wally Gagel – bajo - Alex H. N. Gilbert – A&R, productor adjunto, productor ejecutivo, producción, estudio fonográfico - Kirk Hellie – guitarra - Gareth Henderson – arreglos - Chris Kasych – asistente de arreglos - Alex MacNaghten – bajo - Stephen Webster Mair – contrabajo - Jamie Muhoberac – teclados, piano, sintetizador - Audrey Riley – arreglos de cuerda, director de arreglos - Lucy Shaw – chelo - Christian Tattersfield – productor ejecutivo - Christopher Tombling – director de orquesta - Paul 'P-Dub' Walton – productor adjunto, arreglos, mezclas - Richard Woodcraft – arreglos |

## Listas de éxitos
| Lista (2011–13)                               | Posición |
| --------------------------------------------- | -------- |
| Media Control Charts                          | 14       |
| ARIA Charts                                   | 1        |
| Ö3 Austria Top 40                             | 14       |
| Ultratop (Flandes)                            | 1        |
| Ultratop (Valonia)                            | 2        |
| Canadian Albums Chart                         | 33       |
| Scottish Singles and Albums Chart             | 18       |
| US Billboard 200                              | 62       |
| US Alternative Albums                         | 12       |
| US Rock Albums                                | 15       |
| Syndicat National de l'Édition Phonographique | 5        |
| Irish Albums Chart                            | 4        |
| Recorded Music NZ                             | 4        |
| MegaCharts                                    | 1        |
| Polish Music Charts                           | 13       |
| UK Albums Chart                               | 13       |
| Sverigetopplistan                             | 52       |
| Schweizer Hitparade                           | 3        |

| Lista (2011)       | Posición |
| ------------------ | -------- |
| Ultratop (Flandes) | 74       |
| MegaCharts         | 42       |

| Lista (2012)                                  | Posición |
| --------------------------------------------- | -------- |
| ARIA Charts                                   | 10       |
| Ultratop (Flandes)                            | 3        |
| Ultratop (Valonia)                            | 7        |
| Syndicat National de l'Édition Phonographique | 12       |
| MegaCharts                                    | 3        |
| UK Albums Chart                               | 179      |
| Schweizer Hitparade                           | 70       |

| Lista (2013)                                  | Posición |
| --------------------------------------------- | -------- |
| Media Control Charts                          | 73       |
| ARIA Charts                                   | 73       |
| Syndicat National de l'Édition Phonographique | 30       |
| Recorded Music NZ                             | 46       |
| Schweizer Hitparade                           | 14       |

## Certificaciones
| Territorio    | Organismo certificador | Certificación | Ventas certificadas | Ref.   |
| ------------- | ---------------------- | ------------- | ------------------- | ------ |
| Alemania      | BVMI                   | Oro           | 200 000             | [ 46 ] |
| Australia     | ARIA                   | 2x Platino    | 140 000             | [ 47 ] |
| Bélgica       | BEA                    | Oro           | 30 000              | [ 48 ] |
| Francia       | SNEP                   | 3x Platino    | 300 000             | [ 49 ] |
| Nueva Zelanda | RMNZ                   | 3x Platino    | 7500                | [ 50 ] |
| Países Bajos  | NVPI                   | Platino       | 50 000              | [ 51 ] |
| Polonia       | ZPAV                   | Oro           | 10 000              | [ 52 ] |
| Reino Unido   | BPI                    | Oro           | 100 000             | [ 53 ] |
| Suiza         | IFPI SWI               | Oro           | 15 000              | [ 54 ] |

## Historial de lanzamientos
| Territorio     | Fecha                   | Discográfica         |
| -------------- | ----------------------- | -------------------- |
| Bélgica        | 4 de noviembre de 2011  | Warner Music         |
| Irlanda        | 4 de noviembre de 2011  | 14th Floor, Atlantic |
| Reino Unido    | 7 de noviembre de 2011  | 14th Floor, Atlantic |
| Países Bajos   | 11 de noviembre de 2011 | Warner Music         |
| Estados Unidos | 20 de marzo de 2012     | Warner Bros.         |
| Alemania       | 23 de marzo de 2012     | Warner Music         |
| Polonia        | 26 de marzo de 2012     | Warner Music         |
| Australia      | 20 de abril de 2012     | Warner Music         |
| Francia        | 30 de abril de 2012     | Warner Music         |